# Drunk Enough to Dance
Drunk Enough to Dance — четвертый студийный альбом американской рок-группы Bowling for Soup, который стал их вторым альбомом на крупном лейбле. Он выпущен 6 августа 2002 года на Jive Records, Silvertone Records и FFROE. Он был записан в 2001—2002 годах на студиях Tree Sound Studios и Sonica Recording в Атланте и Big Time Audio в Далласе.
Альбом получил положительные отзывы критиков.

## Отзывы
| Оценки критиков | Оценки критиков |
| Источник        | Оценка          |
| --------------- | --------------- |
| Allmusic        | [ 2 ]           |
| Melodic         | [ 3 ]           |

Альбом получил положительные отзывы критиков.
Альбом был включен в список 101 современной классики Rock Sound под номером 63. Альбом был включен под номером 32 в список Rock Sound «The 51 Most Essential Pop Punk Albums of All Time». BuzzFeed включил альбом под номером 28 в список «36 Pop Punk Albums You Need To Hear Before You F--ing Die». Cleveland.com поместил «Girl All the Bad Guys Want» под номером 61 в список 100 лучших поп-панк песен.

## Список композиций
Слова и музыка всех песен — Jaret Reddick, кроме указанных.
| №                   | Название                     | Автор(ы)            | Длительность |
| ------------------- | ---------------------------- | ------------------- | ------------ |
| 1.                  | «I Don't Wanna Rock»         |                     | 3:04         |
| 2.                  | «Emily»                      |                     | 3:30         |
| 3.                  | «Girl All the Bad Guys Want» | Reddick Бутч Уокер  | 3:18         |
| 4.                  | «On and On (About You)»      |                     | 3:10         |
| 5.                  | «Surf Colorado»              |                     | 3:54         |
| 6.                  | «Life After Lisa»            | Reddick Walker      | 3:09         |
| 7.                  | «Where to Begin»             |                     | 5:20         |
| 8.                  | «The Last Rock Show»         |                     | 1:29         |
| 9.                  | «Self-Centered»              |                     | 3:01         |
| 10.                 | «The Hard Way»               |                     | 3:10         |
| 11.                 | «Out the Window»             |                     | 3:21         |
| 12.                 | «Cold Shower Tuesdays»       |                     | 3:36         |
| 13.                 | «Running from Your Dad»      |                     | 3:38         |
| 14.                 | «Scaring Myself»             |                     | 3:32         |
| 15.                 | «She's Got a Boyfriend»      |                     | 3:51         |
| 16.                 | «Greatest Day»               |                     | 3:15         |
| 17.                 | «Belgium» (acoustic)         |                     | 4:46         |
| Общая длительность: | Общая длительность:          | Общая длительность: | 58:56        |

## Чарты
| Год  | Чарт            | Высшая позиция |
| ---- | --------------- | -------------- |
| 2002 | UK Albums Chart | 14             |
| 2002 | Heatseekers     | 2              |
| 2003 | Billboard 200   | 129            |
| 2003 | Top Heatseekers | 2              |

## Сертификации
- BPI: Серебро[10]